# Vânători-Neamț
Vânatori-Neamt là một xã thuộc hạt Neamț, România. Dân số thời điểm năm 2002 là 8813 người.